# Hô hấp (sinh lý học)
Trong sinh lý học, hô hấp được định nghĩa là sự vận chuyển oxy từ không khí bên ngoài vào các tế bào ở trong mô, và vận chuyển carbon dioxide theo chiều ngược lại. Sự hô hấp này khác với định nghĩa hóa sinh về hô hấp, trong đó đề cập đến hô hấp tế bào: sự trao đổi chất của một sinh vật thu được năng lượng bằng phản ứng của oxy với glucose tạo ra nước, carbon dioxide và ATP (năng lượng).